# Expo 2010
World Expo 2010 Shanghai var världsutställningen som pågick i Shanghai i Kina mellan 1 maj 2010 och 31 oktober 2010. Utställningen, med mottot "Bättre stad – Bättre Liv", visade Shanghais nya status som en av världens viktigaste ekonomiska och kulturella städer. 
Världsutställningen gav de deltagande nationerna tillfälle att förstärka sina relationer med Kina, som allt tydligare kan betraktas som en ekonomisk stormakt. I stort sett alla världens länder var delaktiga och byggde olika spektakulära paviljonger på Expoområdet. Man förväntde sig att ta emot fler besökare än under någon tidigare världsutställning - omkring 70 miljoner människor beräknades infinna sig under de sex månader som utställningen var öppen.

## Paviljonger

### Sveriges paviljong
Den svenska paviljongen var 3000 kvadratmeter stor och befann sig i samma område som de nordiska länderna. Förutom själva utställningen bestod paviljongen av VIP-avdelningar, kontor, kafé och souvenirbutik. SWECO stod bakom designen av byggnaden som var indelad i fyra delar. Beskådade man paviljongen från ovan kunde man se formen av ett kors, en struktur som är mycket lik den svenska flaggan.  Innerväggarna var dekorerade med ett mönster som föreställde svensk natur.
Temat för den svenska paviljongen var ”Spirit of Innovation”, där ledorden är hållbarhet, innovation och kommunikation. Med temat ville man åskådliggöra hur ett litet land som Sverige lyckats genomföra så många bra innovationer och lösa svåra frågor som rör bland annat miljö och levnadsstandard. Att Sverige lyckats med detta kan tänkas bero på nytänkande, lekfullhet, teamwork och viljan att våga satsa trots risk för att misslyckas.
Som besökare i den svenska paviljongen fick man tillfälle att uppleva det typiskt svenska och kunde besöka följande rum; ”Swedish Atmosphere Entry Hall”, ”Hall of environmental challenges”, ”The room of solutions”, ”Spirit of Innovation Hall” och ”Innovative Society”.
Under världsutställningen besöktes den svenska paviljongen av omkring 4 miljoner människor och den tilldelades flera fina utmärkelser.
Flera researrangörer arrangerade resor till Expo 2010 i Shanghai, till exempel Lotus Travel som var officiell researrangör för den Svenska kommittén.

### Bilder från Sveriges paviljong

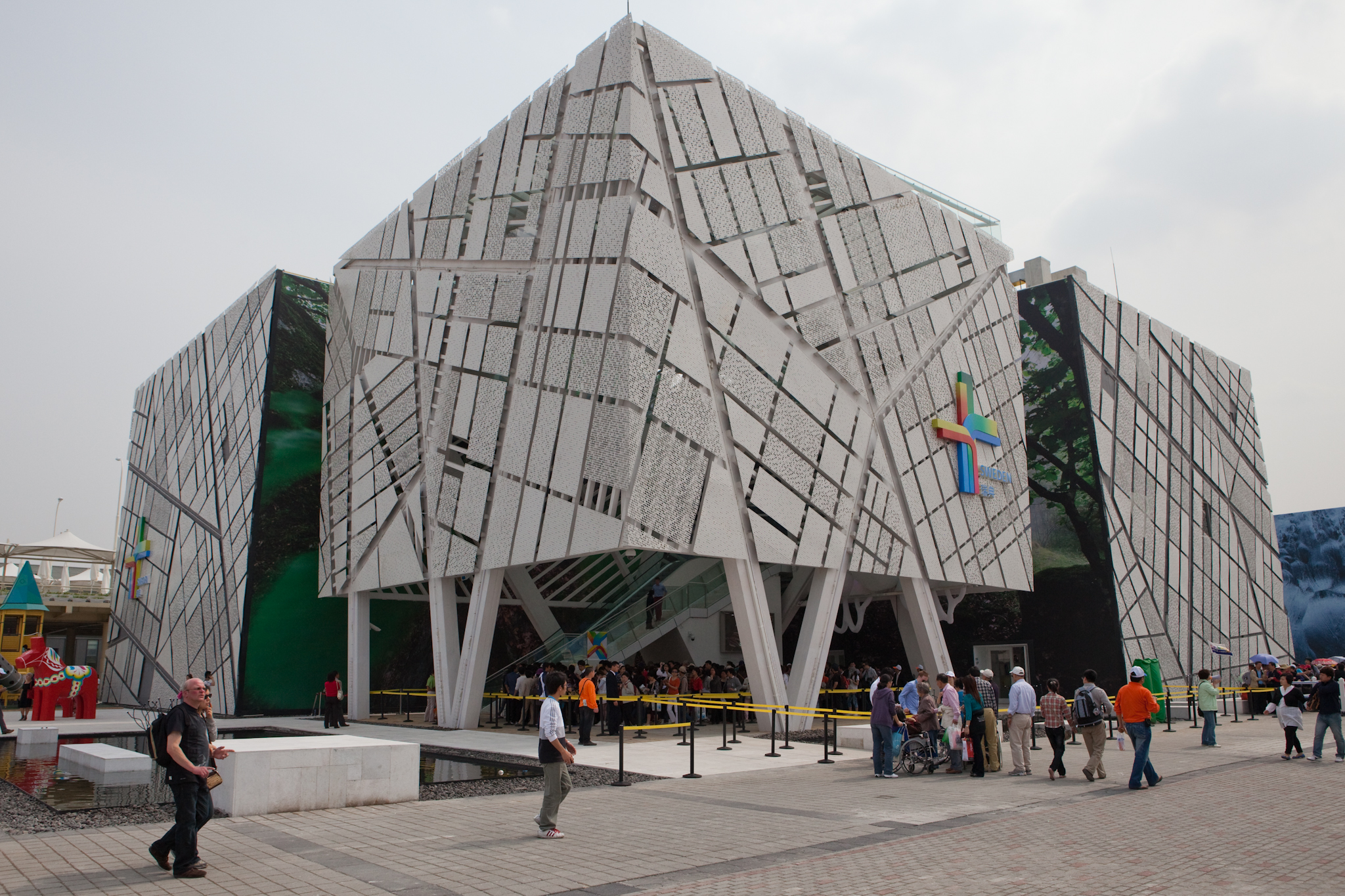
Svenska paviljongen.
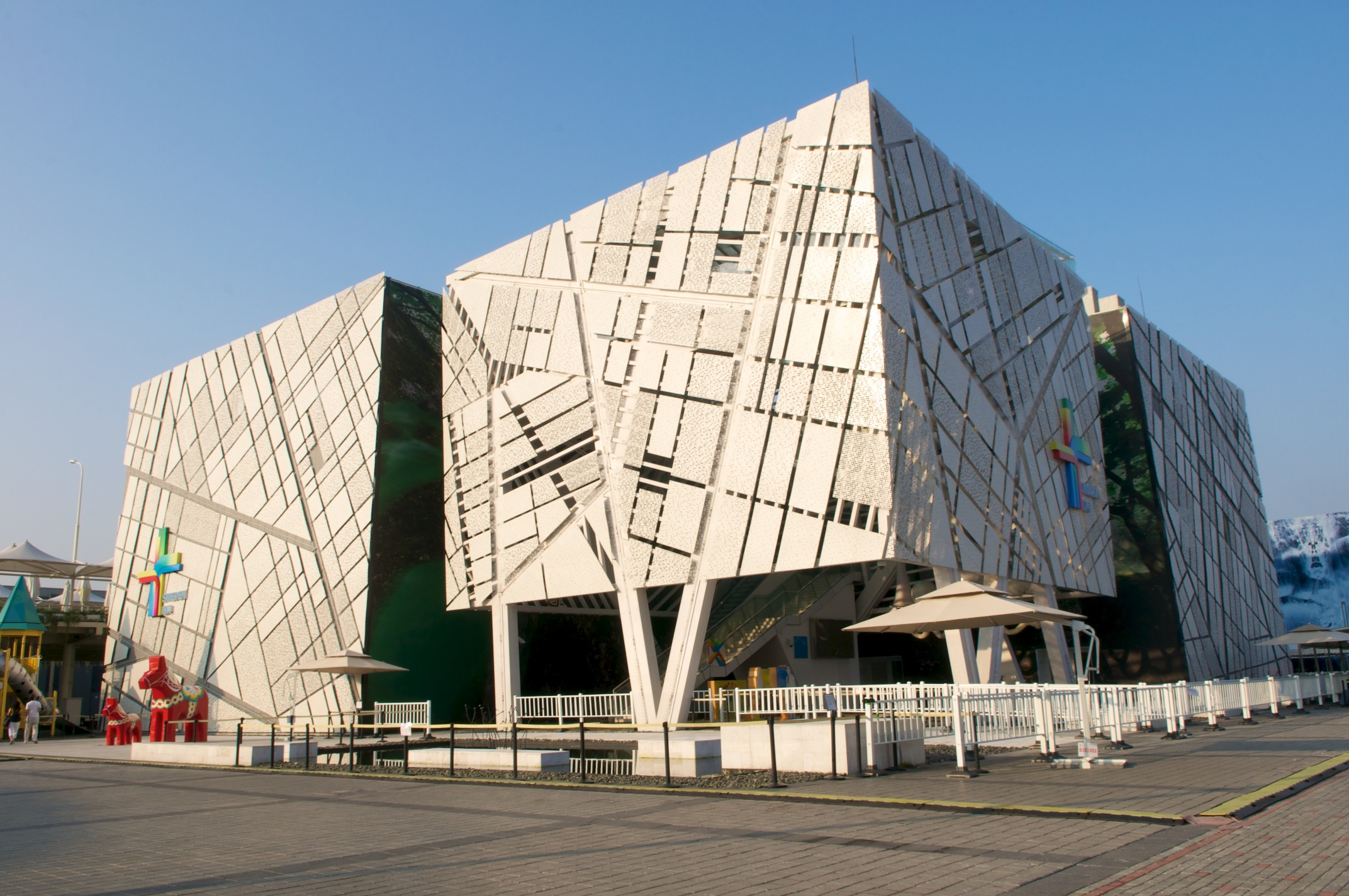
Sveriges paviljong i full dagsbelysning.
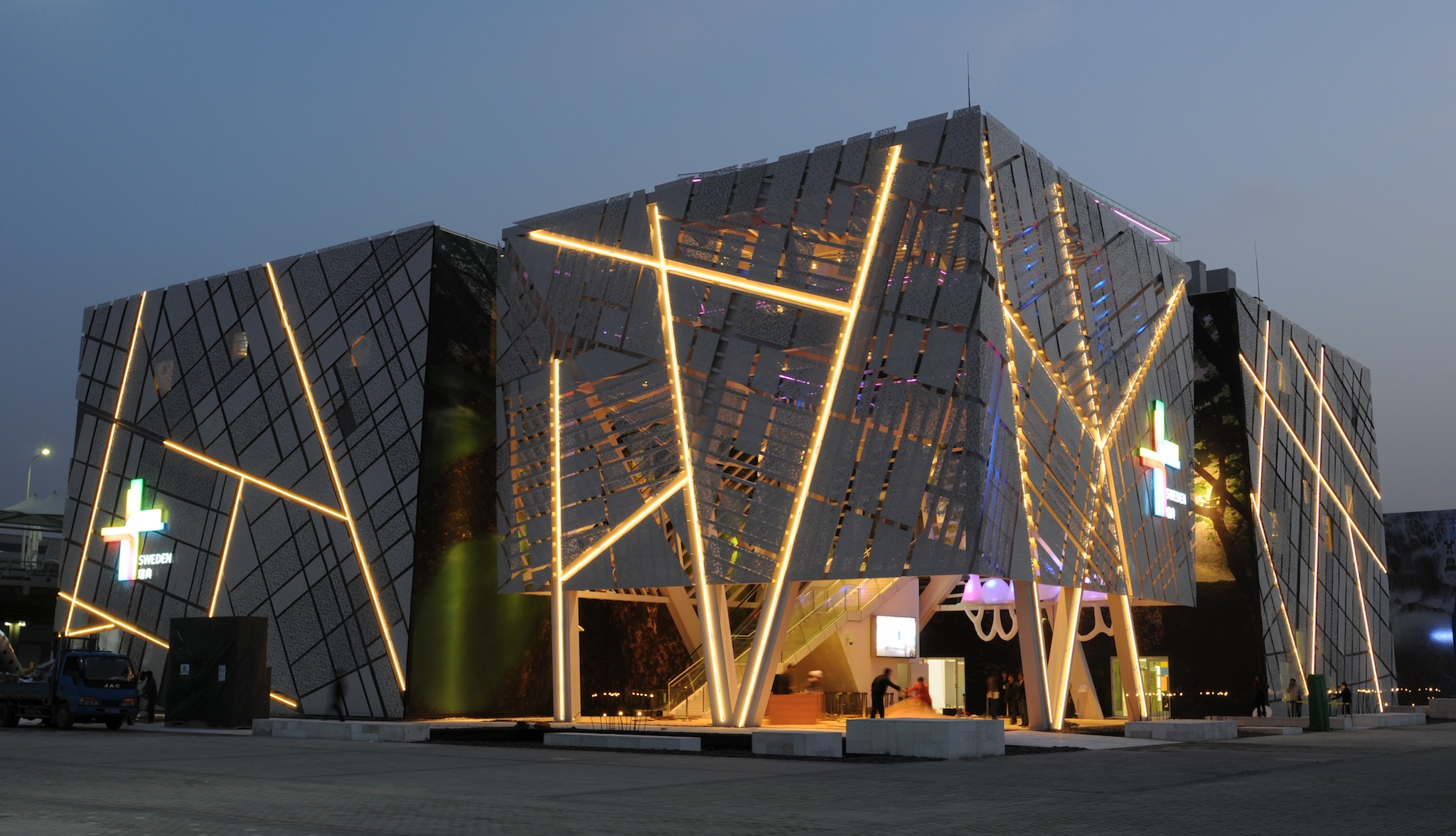
Sveriges paviljong i skymningsbelysning.
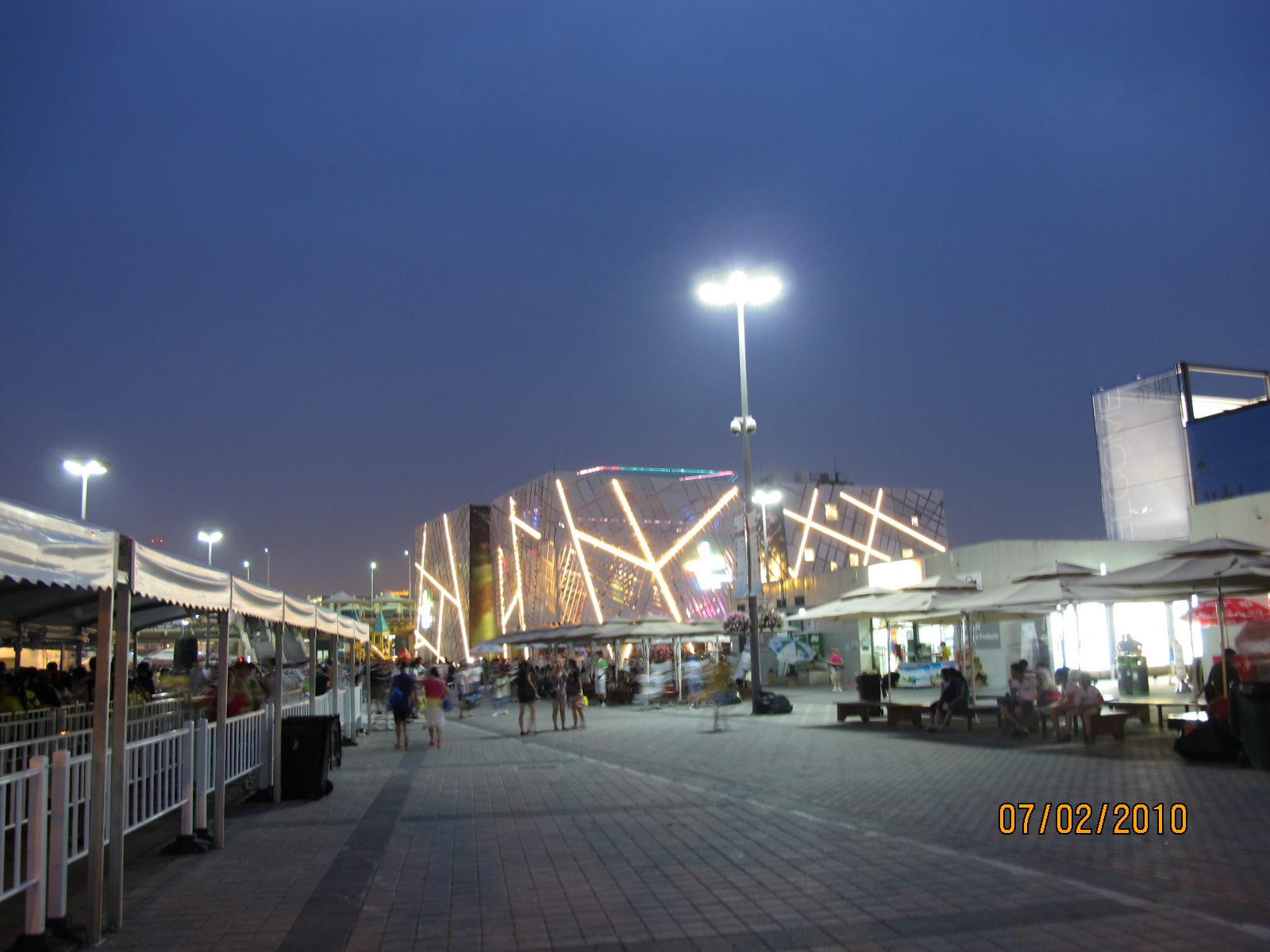
Sveriges paviljong i kvällsbelysning.
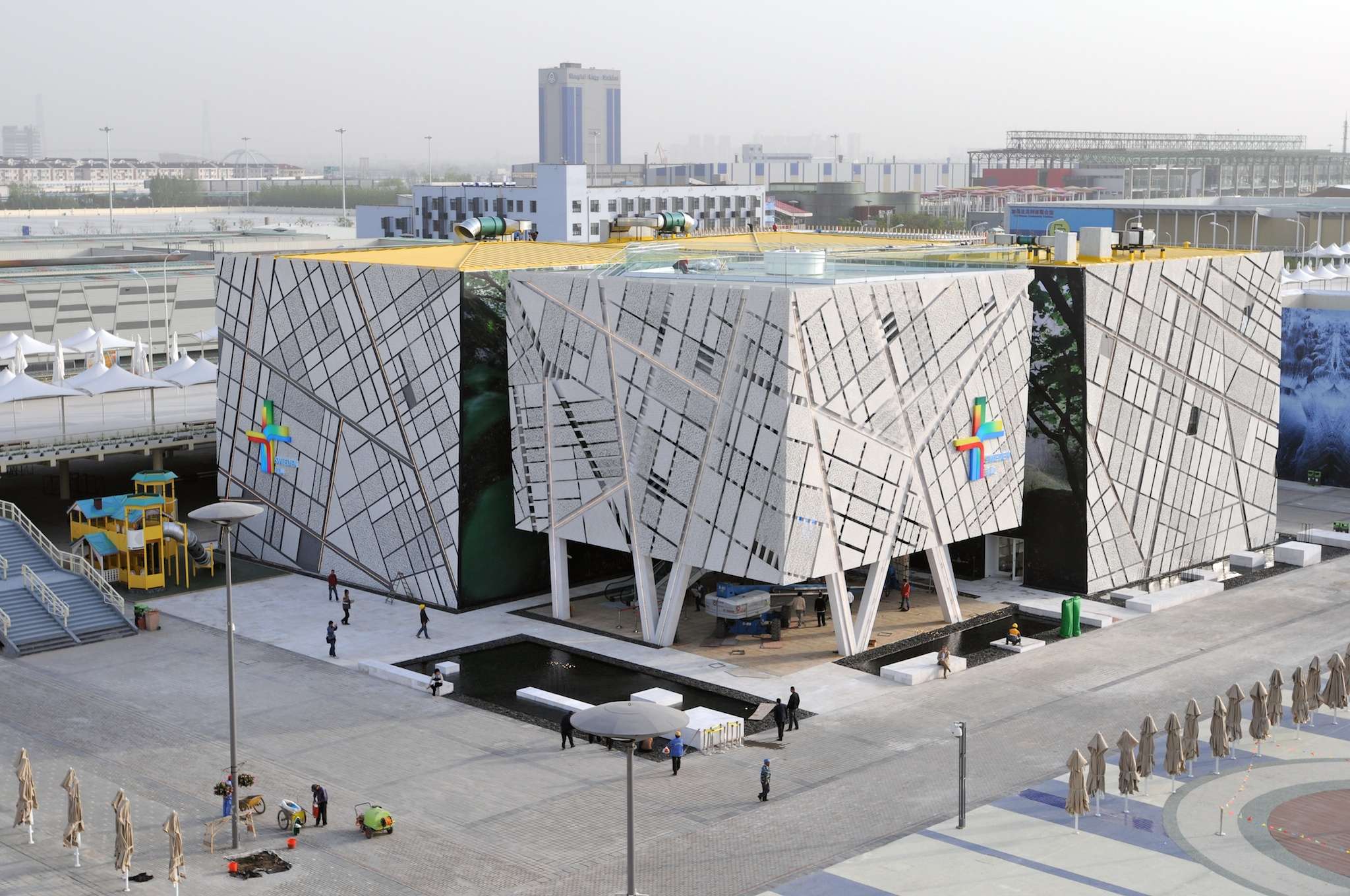
Sveriges paviljong i en vy lite ovanifrån.
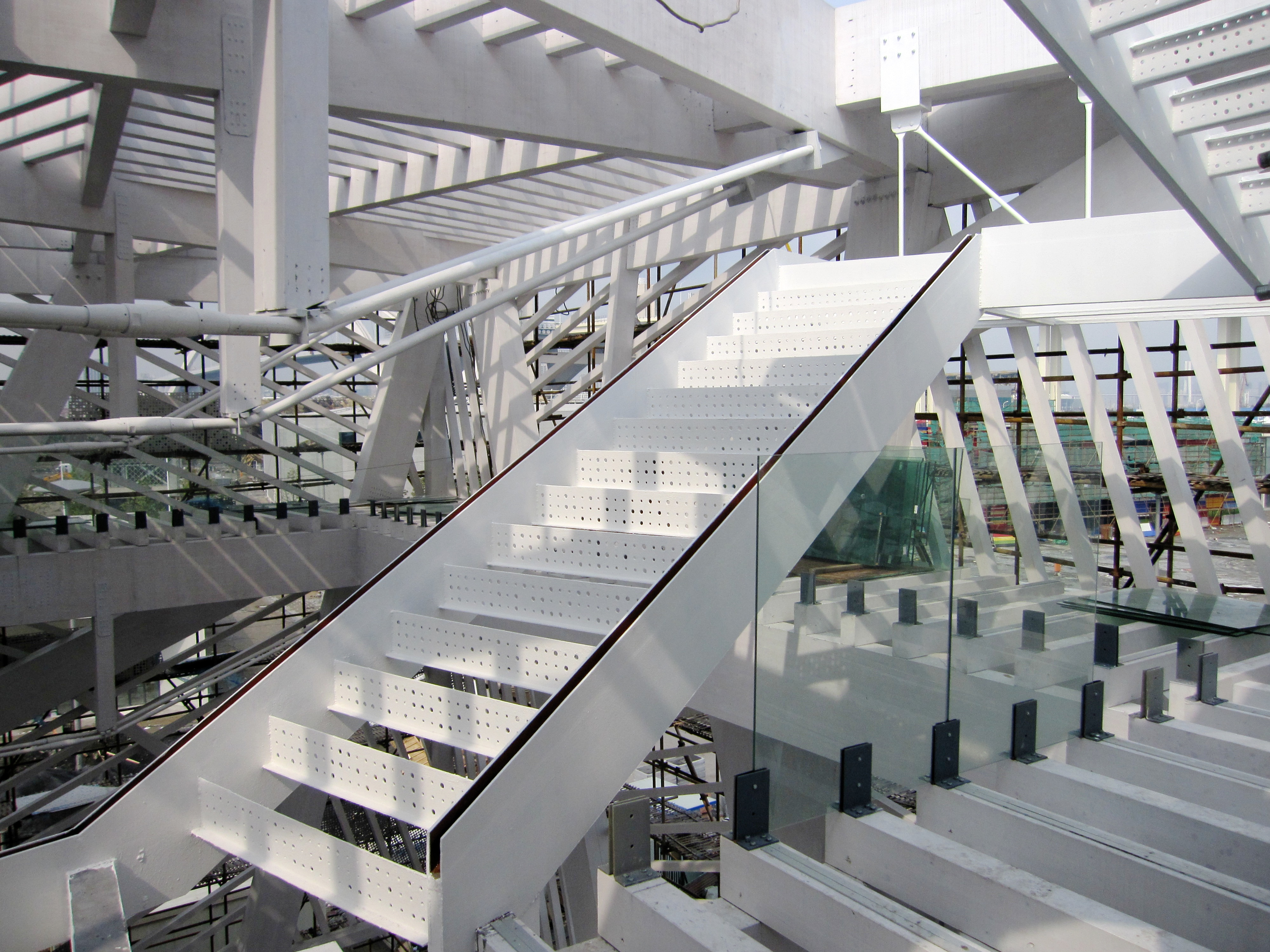
Interiör av trappan upp till takbaren.
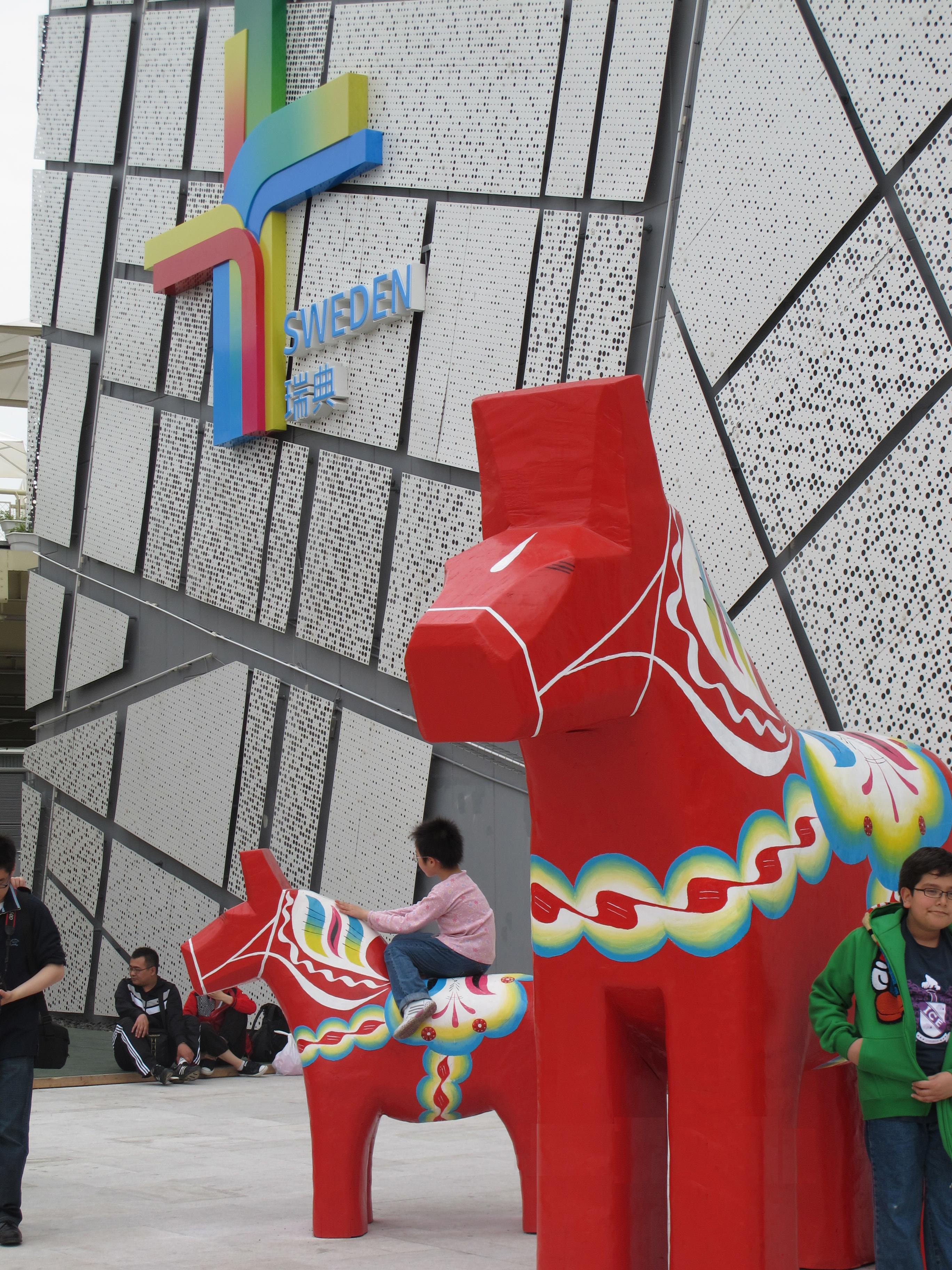
World Expo 2010 Shanghai utanför den svenska paviljongen.

## Svenska paviljongen flyttas till Caofeidian öster om Shanghai
Den svenska paviljongen från världsutställningen i megastaden Shanghai flyttas till en särskild "miljöstad", eko-staden Caofeidian i norra Kina öster om huvudstaden Peking (eller Beijing), ett av storstadsområdena i Folkrepubliken Kina. Caofeidian är ett stadsdistrikt i Tangshan i Hebei-provinsen i norra Kina och byggs 25 mil öster om Peking. Den svenska paviljongen ska där ingå i en innovationspark med den svenska utställningsbyggnaden som huvudattraktion.
I framtiden ska Caofeidian bli en ny stad, där det kan komma att bo 1 000 000 invånare. Stora delar av eko-staden har Sweco, ett internationellt konsultföretag, varit med och planerat och de har höga ambitioner inom miljöområdet. I oktober 2011 var paviljongen nedmonterad och skulle uppföras på nytt under 2012. Enligt planerna skulle paviljongen bli ett centralt inslag i parken, som konsultföretaget valde att kalla "Spirit of Innovation Park". Namnet valdes för att knyta an till det svenska temat under världsutställningen, enligt arkitekten Christer Stenmark, som ledde arbetet med den svenska paviljongen. Stenmark är utlandschef för Sweco Architechts och han är också en av de medverkande bakom förslaget på hur byggnadens nya miljö ska utformas.
I Caofeidian är avsikten att parken ska få fyra huvudteman, dessa teman är konst, lek, natur och innovation. Där kommer att finnas exempel på svenska innovationer och även både temporära och permanenta konstutställningar. Dessutom planerar man att bygga labyrinter, där barn kan leka och man vill också flytta med dalahästarna och Villa Villekulla, som stod i entrén till den svenska paviljongen.